# سينما كردية

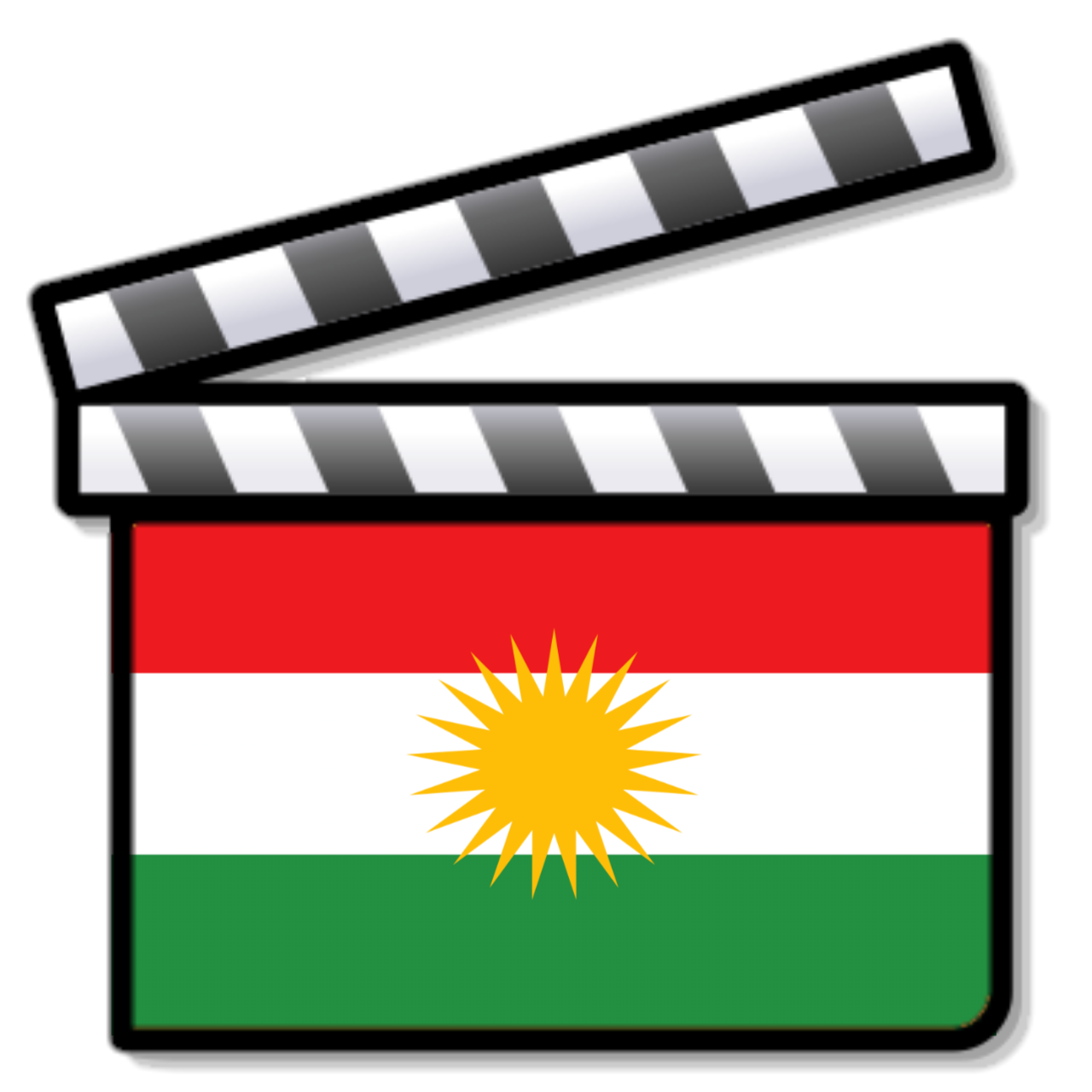
سينما الكردي

بدأت السينما الكردية أولى إنتاجاتها السينمائية في عشرينيات القرن الماضي، لكن أدى قمع الدول الحاكمة لكردستان إلى إنتاج معظم الأفلام في المنفى. مثال في تركيا، حيث مُنع الكرد التحدث بلغتهم الأم حتى عام 1991.

## التاريخ
تم إنتاج أول فيلم كردي موثق في أرمينيا السوفيتية عام 1927 تحت عنوان Zarê، من إخراج هامو بيكنازاريان. تدور أحداث الفيلم في عام 1915، ويصور قصة حب بين زوجين شابين، الراعي سايدو (Saydo) وزاري (Zare). تماشيا مع أيديولوجيات عشرينيات القرن العشرين، يصور الفيلم كيف استخدمت إدارة التسار جهل الكرد لاستغلالهم بمساعدة قادة ورجال الدين. تم إصدار فيلم من إخراج أماسي مارتروسيان تحت عنوان Krder-ezidner، وهو فيلم صامت بالأبيض والأسود عن الكرد الإيزيديين في أرمينيا السوفيتية في عام 1933، عرضت إنشاء كولخوز في قرية كردية.
يعتبر يلماز كوني أحد الآباء المؤسسين للسينما الكردية، يحظى بإعجاب صانعي الأفلام لقدرته على تصوير الثقافات الكردية في أفلامه، ولا سيما فيلم الطريق (فيلم 1982) و(Sürü)، على الرغم من القيود المفروضة عليه من قبل الحكومة التركية. بدأ كوني في صنع الأفلام في الخمسينيات. فاز بالسعفة الذهبية في مهرجان كان السينمائي.

يلماز كوني أحد أشهر المخرجين الكرد

تلقت ثقافة السينما الكردية الدعم في التسعينيات من مركز ميزوبوتاميا الثقافي (MKM)، حيث أنشأت المركز قسما للسينما صنع فيه العديد من المخرجين الكرد أفلامهم الأولى.
تم إنتاج فيلم كردي في عام 1991 تحت عنوان أغنية لبيكو للكاتب والمخرج نظام الدين أريج. في عام 1992، تم إنتاج فيلم مم زين (Mem û Zîn) للمخرج أوميت إلتشي كإنتاج تركي. يعود تاريخ فيلم سيامند وخجي (Siyabend-û Xecê) إلى عام 1993. يتزايد عدد الأفلام الكردية التي تم تصويرها في إيران تدريجيا. على سبيل المثال، تلقى باهمان غوبادي التنويه الخاص من قبل لجنة تحكيم الشباب لفيلمه السلاحف تستطيع الطيران (فيلم) في مهرجان برلين السينمائي الدولي.
فاز فيلم من ديت: أطفال دياربكر بجوائز في المهرجانات السينمائية في سان سيباستيان وهامبورغ وغنت، حيث كان أول فيلم باللغة الكردية في مهرجان سينمائي تركي. كما عُرض في مهرجان أورانج الذهبي السينمائي في أنطاليا حيث فاز بجائزة لجنة التحكيم الخاصة.

## الأفلام

### قائمة الأفلام البارزة

الطريق

- Zare, 1926
- الطريق (فيلم 1982)
- Duvar, 1983
- A Time for Drunken Horses, 2000
- Jiyan, 2002
- Marooned in Iraq, 2002
- من ديت: أطفال دياربكير
- السلاحف تستطيع الطيران (فيلم)
- Vodka Lemon, 2004
- David & Layla, 2006
- بيكاس (فيلم)
- شابلن الجبال، 2013
- تعال إلى صوتي، 2013
- ستكون النهاية مذهلة، 2019
- أرضي بفلفلها الحلو (فيلم)
- شمعة، شمعتان، 2014
- Reseba: The Dark Wind, 2016
- Zer, 2017
- 2024 ?Where Is Gilgamesh

## المنتجين
يلماز كوني، جانو روزبياني، باهمان غوبادي، شوكت أمين كوركي، مانو خليل، هشام زمان، صحيح عمر خليفة، ويوكسل يافوز هم من بين المخرجين الكرد الأكثر شهرة. يعيش بعض صانعي الأفلام الكرد مثل هونر سليم ويعملون خارج كردستان.
- نظام الدين أريج
- باهمان غوبادي
- يلماز كوني
- مانو خليل
- هونر سليم
- کارزان کاردۆزی
- يشيم أسطى أوغلو
- هشام زمان
- جانو روزبياني
- شوكت أمين كوركي